# Ministero del lavoro e della tutela sociale (Russia)
Il Ministero del lavoro e della tutela sociale della Federazione russa (in russo Министерство труда и социальной защиты Российской Федерации?) è un dicastero del governo russo responsabile per la protezione sociale e il lavoro. L'attuale ministro è Anton Kotjakov. È stato istituito nel 2012 quando, sotto il primo ministro Dmitrij Medvedev, l'ex Ministero della salute e dello sviluppo sociale è stato diviso in due entità separate.